# Hokitika (folyó)
A Hokitika folyó Új-Zéland Déli-szigetének nyugati partján, a West Coast régióban található. A Déli-Alpokban ered és a Tasman-tengerbe ömlik, hossza mintegy 64 kilométer. Felső szakaszán szurdokvölgyben (Hokitika Gorge) folyik, a tenger közelében mellékfolyóival kis alluviális síkságot töltött fel. A környéken már a maori őslakók pounamut gyűjtöttek, 1864-ben aranyat is találtak európai kutatók, emiatt tört ki az új-zélandi aranyláz nyugati parti fejezete. A folyóról nevezték el a torkolatától északra felépített Hokitika települést
A Hokitika és keleti mellékfolyója, a Kokatahi által a Déli-alpok és a tenger között feltöltött viszonylag széles síkság termékeny talajára alapozva a környéken jelentős tejgazdálkodás jött létre. 
A folyó torkolatában az aranyláz idején, az 1860-as években kikötőt alakítottak ki, de a folyó hordaléka, a gyorsan változó homokpadok nagy veszteségeket okoztak a hajózásnak. Az aranyláz elmúltával a kikötőt elhagyták. 

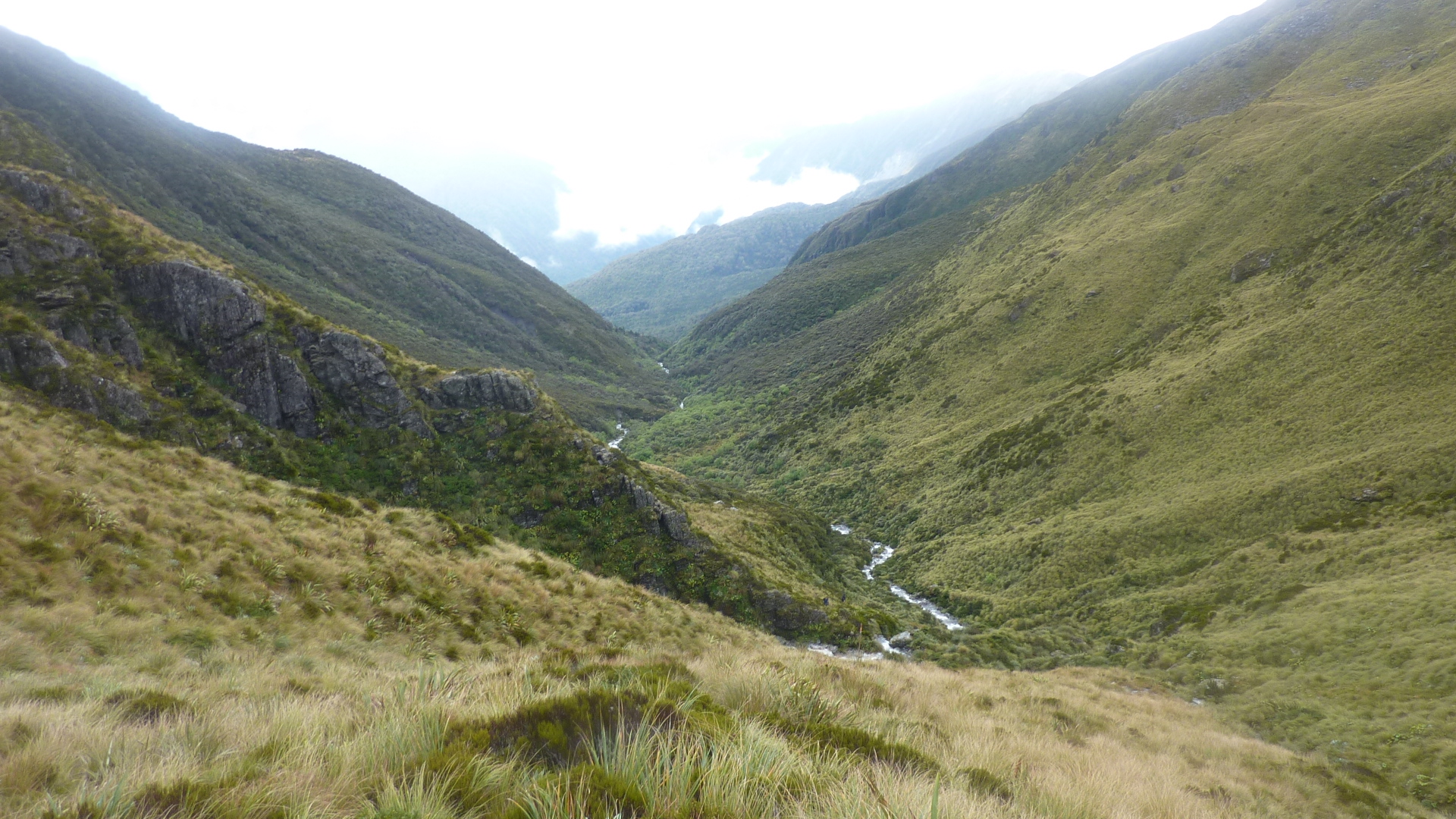
A Hokitika folyó felső szakasza
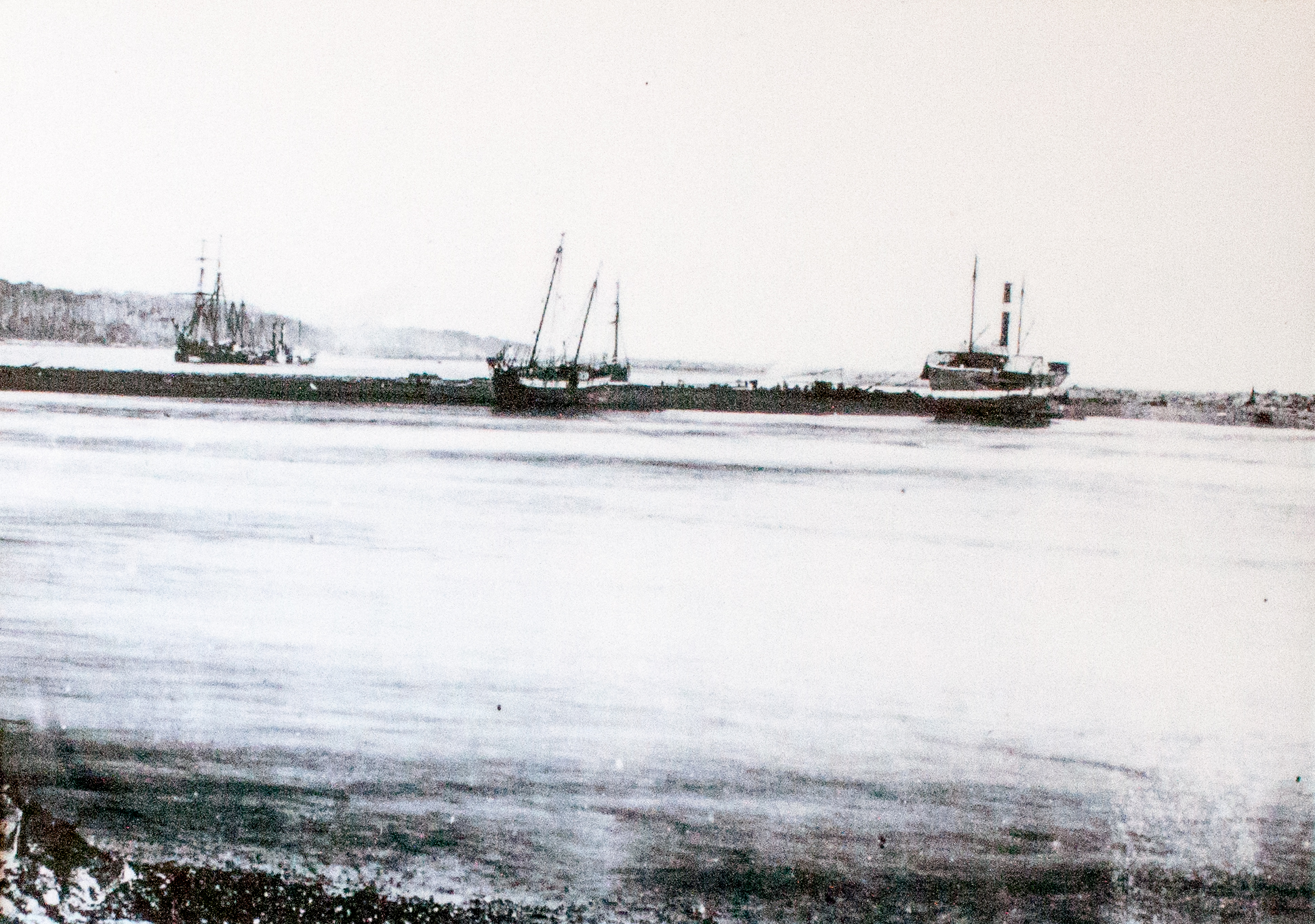
Hajóroncsok a Hokitika torkolatában az 1860-as évek végén
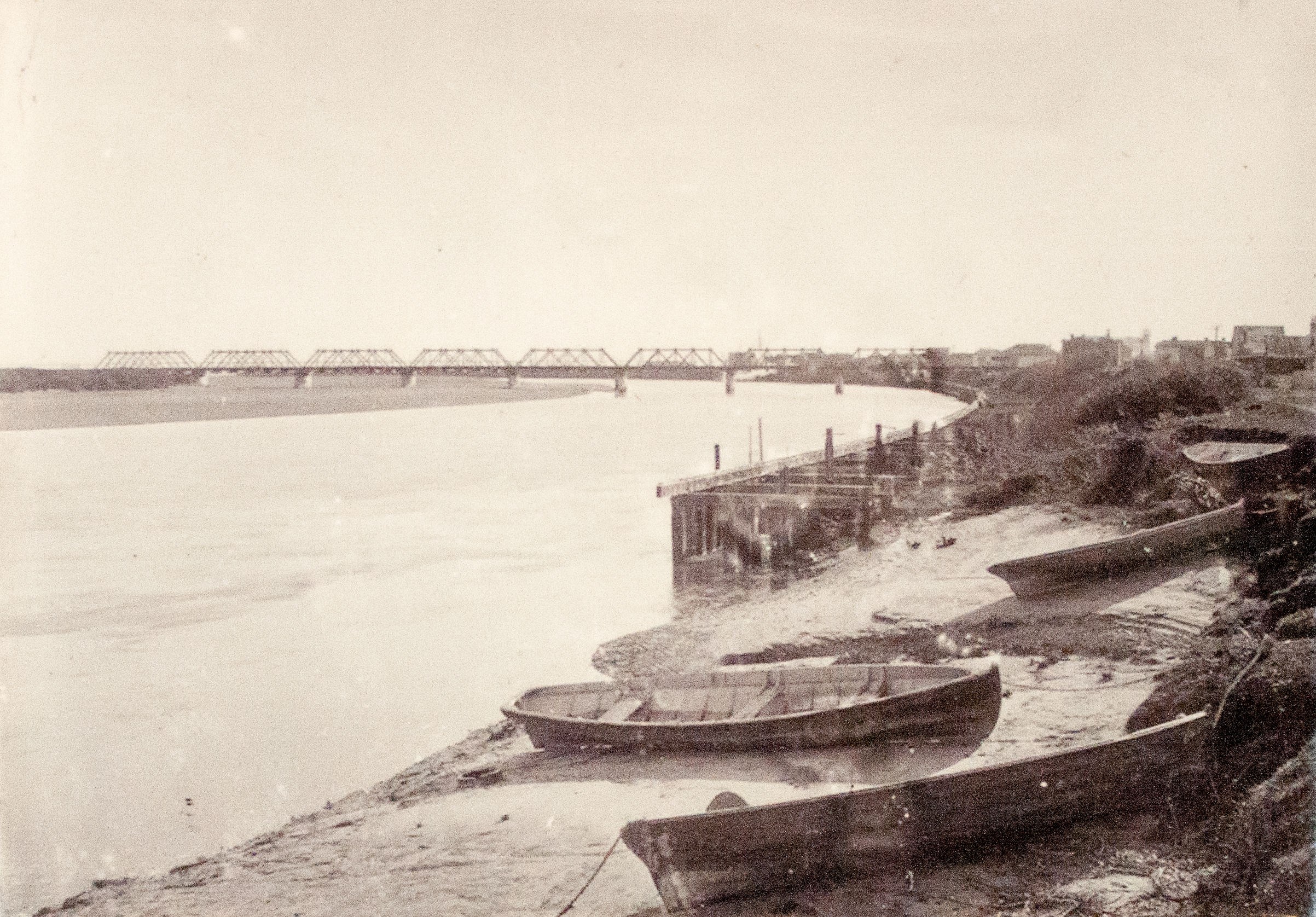
Híd a Hokitika torkolati szakasza felett, 1904 után